# Desitjant llibertat
Desitjant llibertat (títol original: Chasing Liberty) és una comèdia romàntica estatunidenca dirigida per Andy Cadiff l'any 2004. Amb Mandy Moore, Mark Harmon i Matthew Goode. Ha estat doblada al català.

## Argument
Anna Foster (Mandy Moore), anomenada « Llibertat », la noia única del president dels Estats Units d'Amèrica (Mark Harmon) desitja només una mica de llibertat per viure la seva vida, sense haver d'estar envoltada per molts agents del Secret Servei encarregats de la seva protecció. En un viatge diplomàtic a Praga, ella fuig i es retroba amb Ben Calder (Matthew Goode). Amb ell, visita Europa, sense dubtar que ell és també un agent treballant per al president, el seu pare

## Repartiment
- Mandy Moore: Anna Foster
- Matthew Goode: Ben Calder
- Mark Harmon: El President James Foster
- Tony Jayawardena: Guàrdia de la casa Blanca
- Jeremy Piven: Alan Weiss
- Annabella Sciorra: Cynthia Morals
- Sam Ellis: Phil
- Terence Maynard: Harper
- Lewis Hancock: Secretari de premsa
- Garrick Hagon: El Secretari d'Estat
- Jan Goodman: Nacional Security Advisor
- Robert Ashe: Cap de l'Staff
- Caroline Goodall: Michelle Foster
- Beatrice Rosen: Gabrielle
- Stark Sands: Grant Hilmand
- Martin Hancock: McGruff
- Joseph Long: Eugenio
- Miriam Margolyes: Maria

## Rebuda
- "Inofensiu escapisme adolescent amanit amb una sorprenent quantitat de genuí encant"[3]
- "Chasing Liberty' és sorprenentment bona en àrees on no ho necessitaria ser en absolut, i bastant dolenta en àrees on hagués hagut de triomfar"[4]